# Grand Hotel Tripoli
Il Grand Hotel Tripoli è uno storico albergo di lusso di Tripoli in Libia.

## Storia
L'albergo venne costruito tra il 1925 e il 1927 all'epoca della Libia italiana. L'edificio originale presentava uno stile neomoresco. Gravemente danneggiato da bombardamenti nel 1942, venne demolito nel secondo dopoguerra. L'edificio odierno è stato eretto nel 1982 come parte di un più vasto progetto mirato al recupero dell'area antistante al porto di Tripoli e nelle vicinanze della piazza Verde.

## Descrizione
L'edificio, sviluppato su sei piani, presenta una facciata caratterizzata dalla ripetizione di elementi ad arco.

## Galleria d'immagini

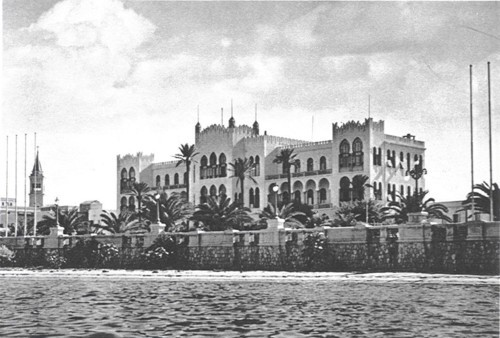
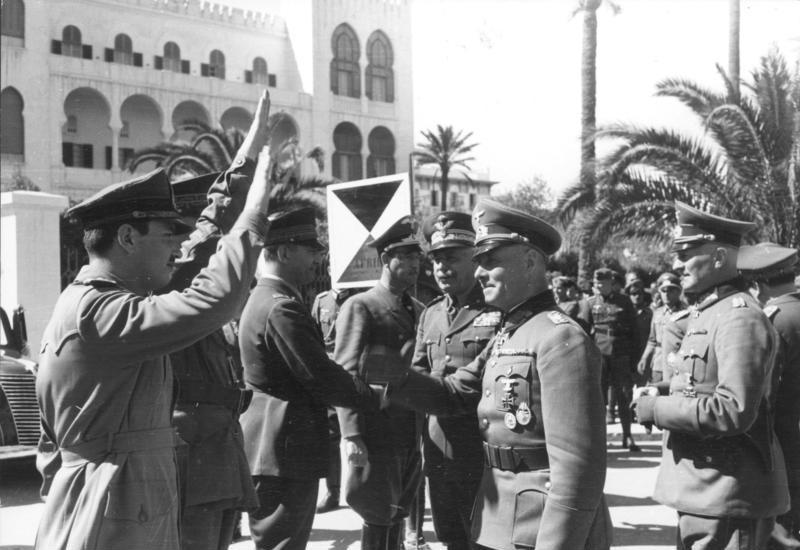
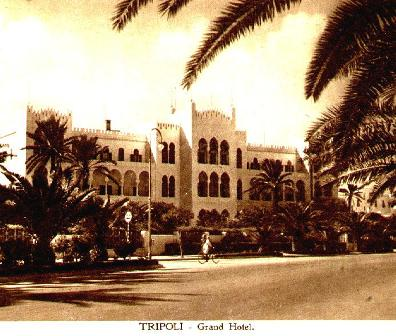